# Gaska Gáidumjávri
Gaska Gáidumjávri, enligt tidigare ortografi Kaska-Kaitumjaure, är en sjö i Gällivare kommun i Lappland och ingår i Kalixälvens huvudavrinningsområde. Sjön har en area på 14,3 kvadratkilometer och ligger 582 meter över havet. Gaska Gáidumjávri ligger i Torne och Kalix älvsystem Natura 2000-område. Gaska betyder mellersta vilket syftar på att sjön ligger mellan de två andra Gáidumjávri.
Sjön avvattnas av vattendraget Sirččám (en del av Kaitumälven) som samtidigt är tillflöde till Vuolip Gáidumjávri.

## Delavrinningsområde
Gaska Gáidumjávri ingår i det delavrinningsområde (751287-161872) som SMHI kallar för Utloppet av Kaska-Kaitumjaure. Medelhöjden är 750 meter över havet och ytan är 60,19 kvadratkilometer. Räknas de 46 avrinningsområdena uppströms in blir den ackumulerade arean 850,72 kvadratkilometer. Avrinningsområdets utflöde Kaitumälven är ett biflöde till Kalixälven som mynnar i havet. Avrinningsområdet består mestadels av skog (13 procent) och kalfjäll (58 procent). Avrinningsområdet har 14,53 kvadratkilometer vattenytor vilket ger det en sjöprocent på 24,1 procent.